# Али, Моханад
Моханад Али Кадим Аль-Шаммари (араб. مهند علي كاظم الشمري‎, род. 20 июня 2000, Багдад) — иракский футболист, нападающий клуба «Аль-Шорта» и сборной Ирака.

## Клубная карьера
Моханад увлекся футболом ещё в детстве и начал играть за местную команду Багдада района Аль-Джадида под названием Тимса Аль-Амин. Он поступил в футбольную школу Ammo Baba в возрасте шести лет. Затем он присоединился к молодёжной команде Аль-Кува Аль-Джавия. 24 сентября 2013 года игрок подписал пятилетний контракт с «Аль-Шорта». 15 июля 2019 года он перешел в катарскую команду Аль-Духаиль по пятилетнему контракту.